# Oscar Guermouche
Oscar Camil Guermouche, född 22 oktober 1977 i Stockholm, död 4 november 2024 i Torslunda distrikt i Färjestaden på Öland,  var en svensk konstnär och författare. 
Guermouche växte upp i Borgholm och utbildade sig på Konstfack i Stockholm, där han avlade mastersexamen 2009. Hans arbeten baseras ofta på texter som utforskade språket. Guermouche hade invandrarbakgrund och etnicitet och tillhörighet är framträdande motiv i hans konst. 
Guermouche var föreläsare och gästlärare på Kungliga konsthögskolan, Konstfack och Akademin Valand och vice ordförande i Bildkonstnärsfonden, ordförande i Iaspis-delegationen och ledamot i Konstfacks högskolestyrelse.
Hans arbeten har ställts ut på bland annat Nationalmuseum i Stockholm, National Centre for Contemporary Art i Moskva och Kunsthalle Rostock. Guermouche finns representerad i samlingar bland annat på Magasin III och Statens konstråds samlingar. 
Från 2020 drev han, tillsammans med formgivaren Sandra Praun, bokförlaget Praun & Guermouche som ger ut konst i bokform.